# Крістофер Гемптон
Крістофер Гемптон (англ. Christopher Hampton; нар. 26 січня 1946, Орта, Португалія) — британський письменник, поет, кінорежисер і сценарист. Командор Ордена Британської імперії (ВСЕ). Член Королівського літературного товариства. Лауреат премії «Оскар» за найкращий адаптований сценарій.

## Біографія
У липні 2016 року очолював журі Міжнародного конкурсу на 7-му Одеському міжнародному кінофестивалі, де також отримав почесного «Золотого Дюка» за внесок у кіномистецтво.

## Вибіркова фільмографія
- 1973 — Ляльковий будинок (автор сценарію)
- 1979 — Казки Віденського лісу (автор сценарію)
- 1983 — Почесний консул (автор сценарію)
- 1986 — Хороший батько (автор сценарію)
- 1988 — Небезпечні зв'язки (автор сценарію, продюсер)
- 1994 — Каррінгтон (режисер, автор сценарію / спеціальний приз журі Каннського кінофестивалю, номінація на премію BAFTA)
- 1995 — Повне затьмарення (автор сценарію, актор)
- 1996 — Мері Райлі (автор сценарію)
- 2002 — Тихий американець (автор сценарію)
- 2003 — Мріючи про Аргентину (автор сценарію, режисер)
- 2007 — Спокута (автор сценарію / номінація на премії BAFTA, «Оскар» і «Золотий глобус»)
- 2009 — Шері (автор сценарію)
- 2011 — Небезпечний метод (автор сценарію)
- 2016 — Алі та Ніно (автор сценарію)
- 2020 — Батько (автор сценарію)